# Ya Tờ Mốt
Ya Tờ Mốt là một xã thuộc huyện Ea Súp, tỉnh Đắk Lắk, Việt Nam.
Xã có diện tích 90,28 km², dân số năm 2006 là 3926 người, mật độ dân số đạt 43 người/km².